# Max Mathieu
Max Mathieu, né le 16 octobre 1900 et mort le 19 décembre 1987, est un homme politique français.

## Détail des fonctions et des mandats
Mandat parlementaire
- 7 novembre 1948 - 18 mai 1952 : sénateur de Meurthe-et-Moselle